# Saint-Sulpice-la-Pointe

Saint-Sulpice este o comună în departamentul Tarn din sudul Franței. În 2009 avea o populație de 7.921 de locuitori.

## Evoluția populației
| An        | 1975  | 1982  | 1990  | 1999  | 2006  | 2009  |
| --------- | ----- | ----- | ----- | ----- | ----- | ----- |
| Populație | 3.342 | 3.877 | 4.354 | 4.801 | 7.378 | 7.921 |

### Locuri și monumente remarcabile

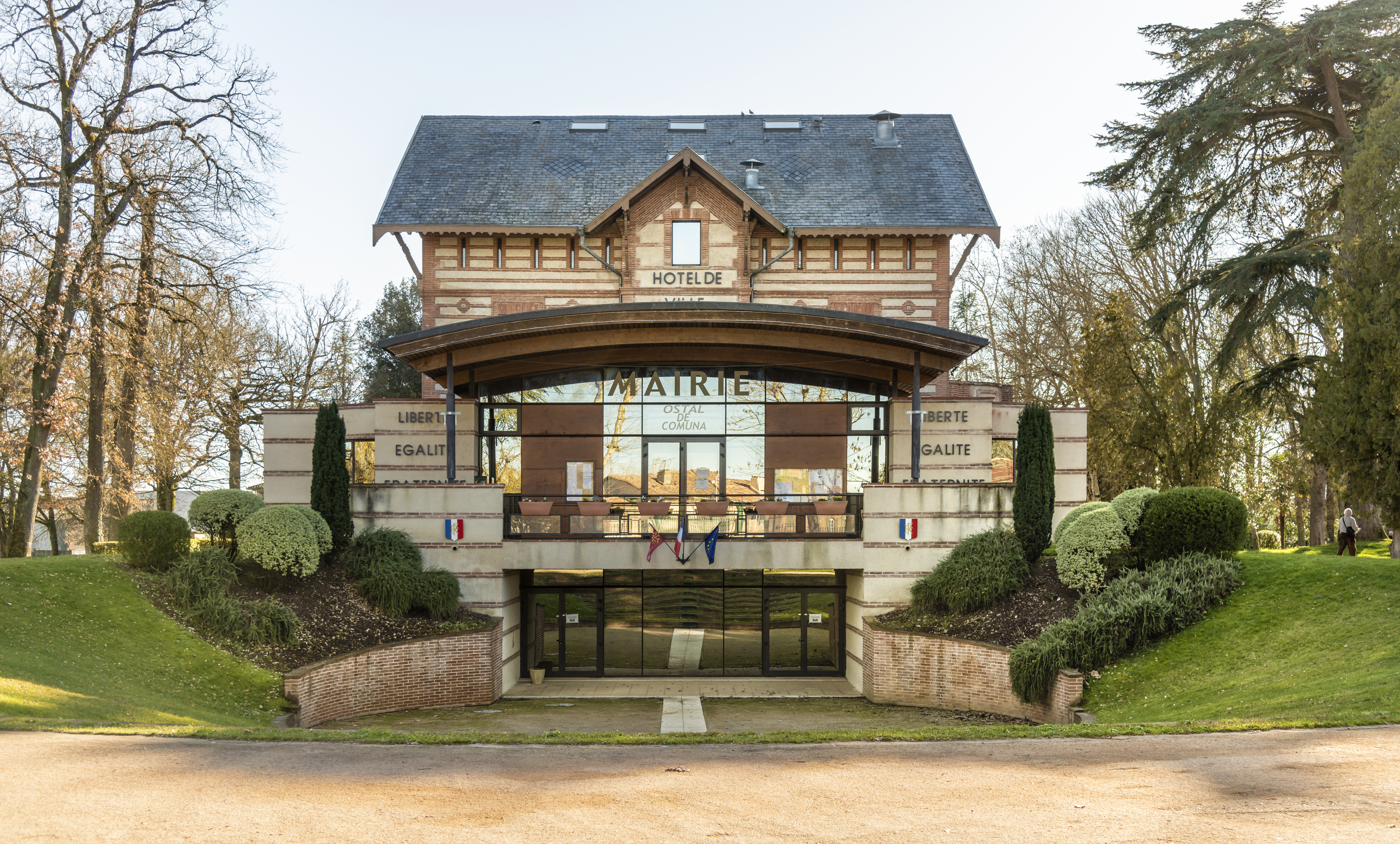
Primarie
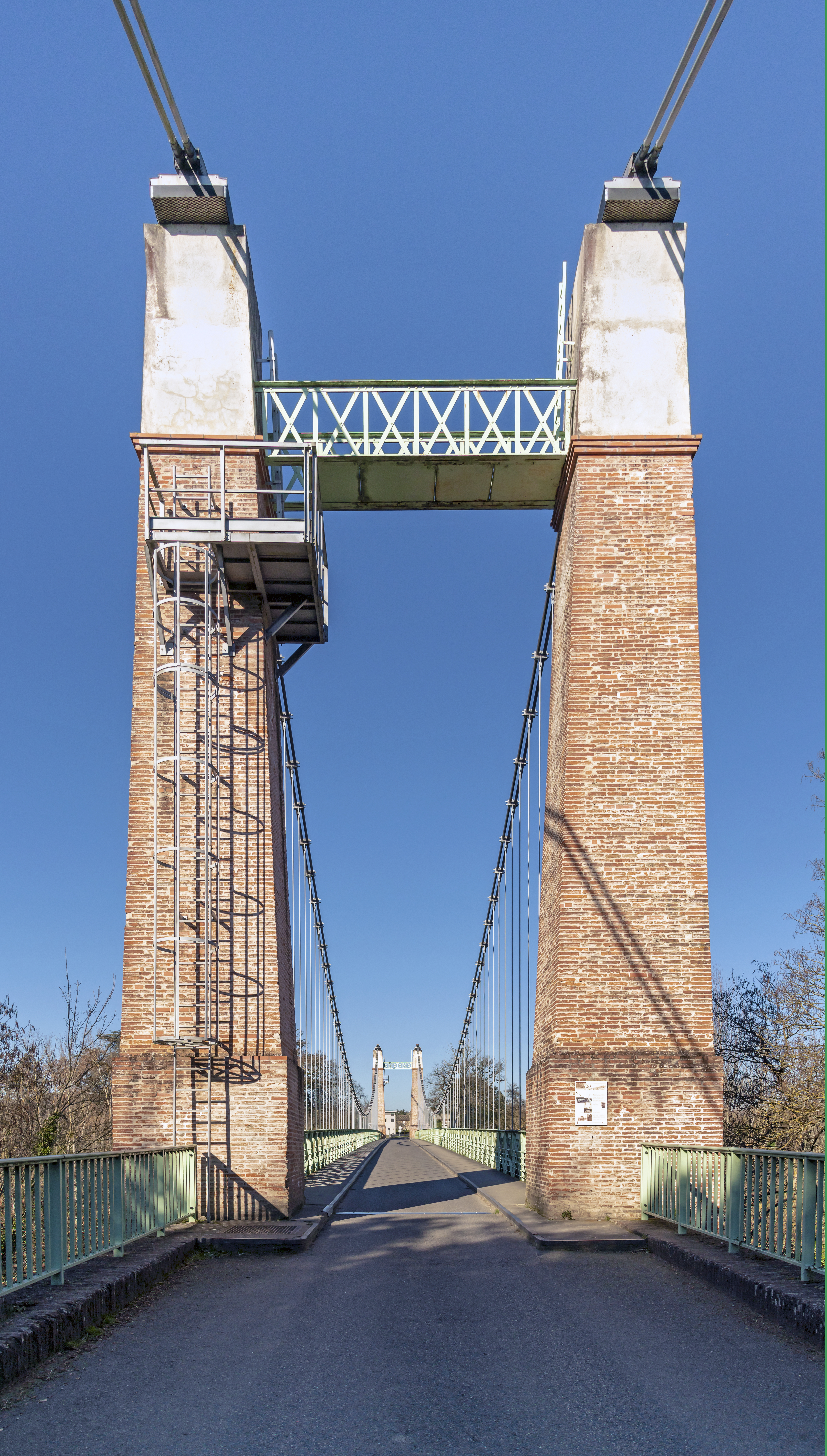
Podul de suspensie deasupra lui Agout.
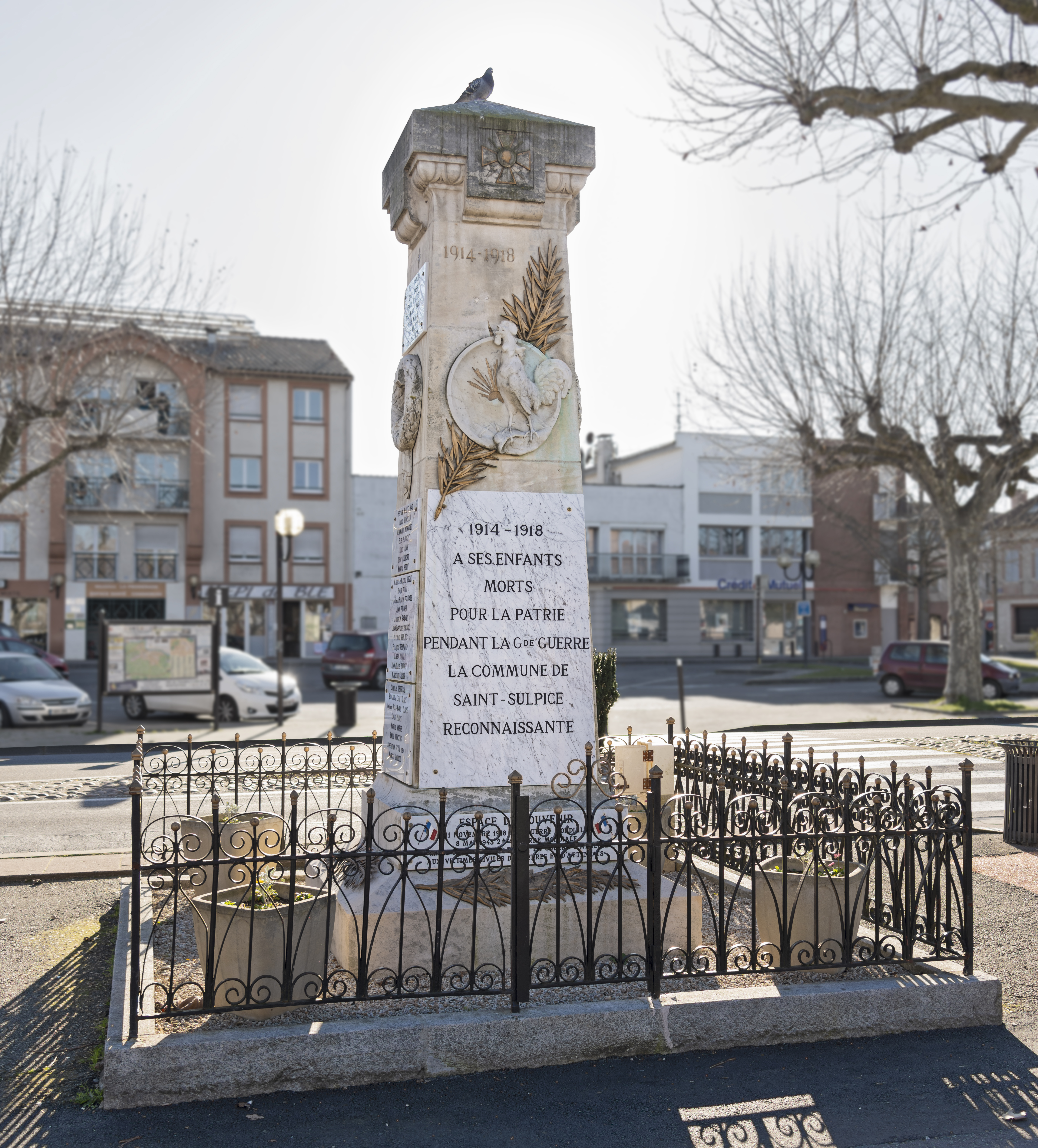
Războiul memorial.
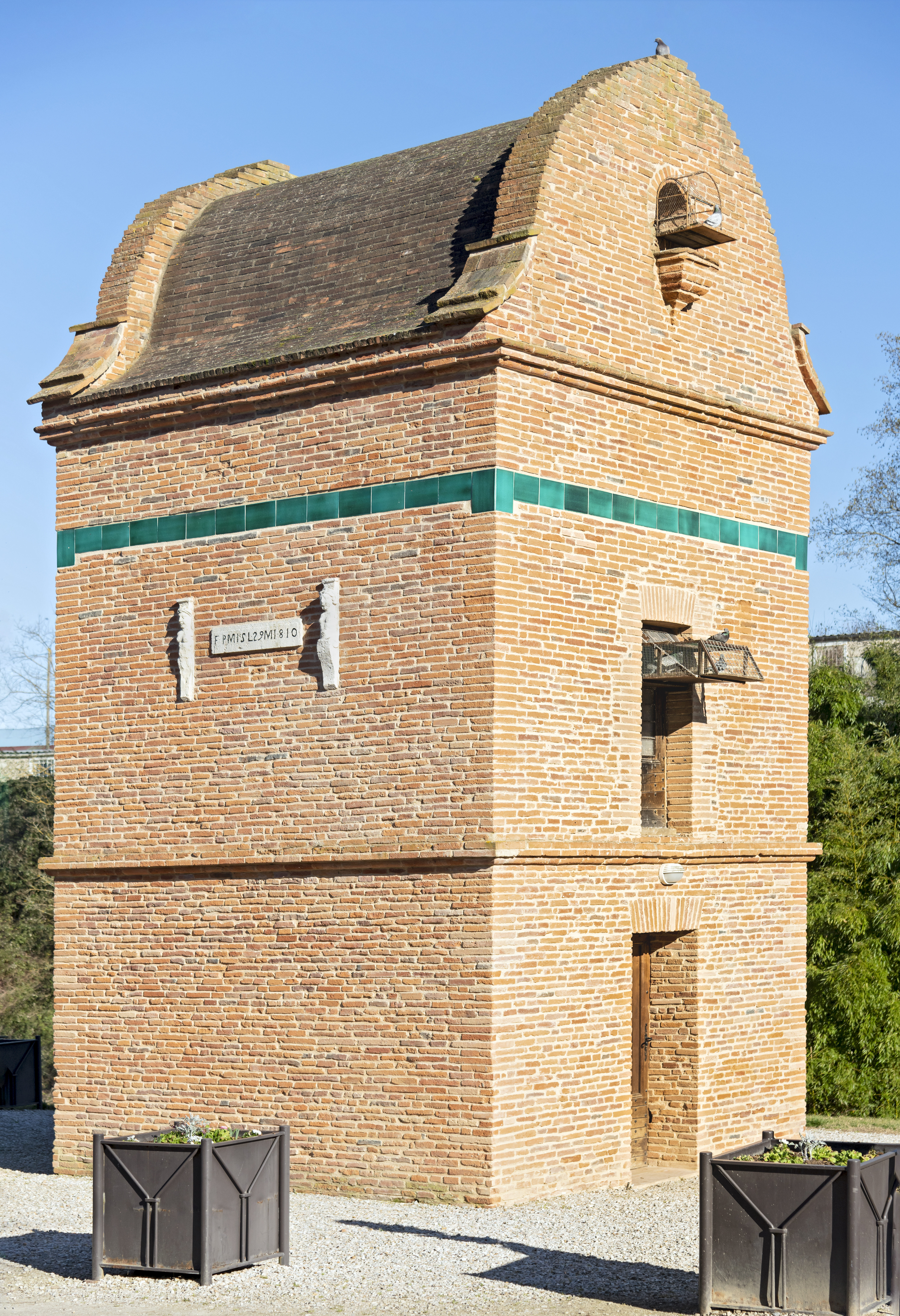
Dovecote din 1810
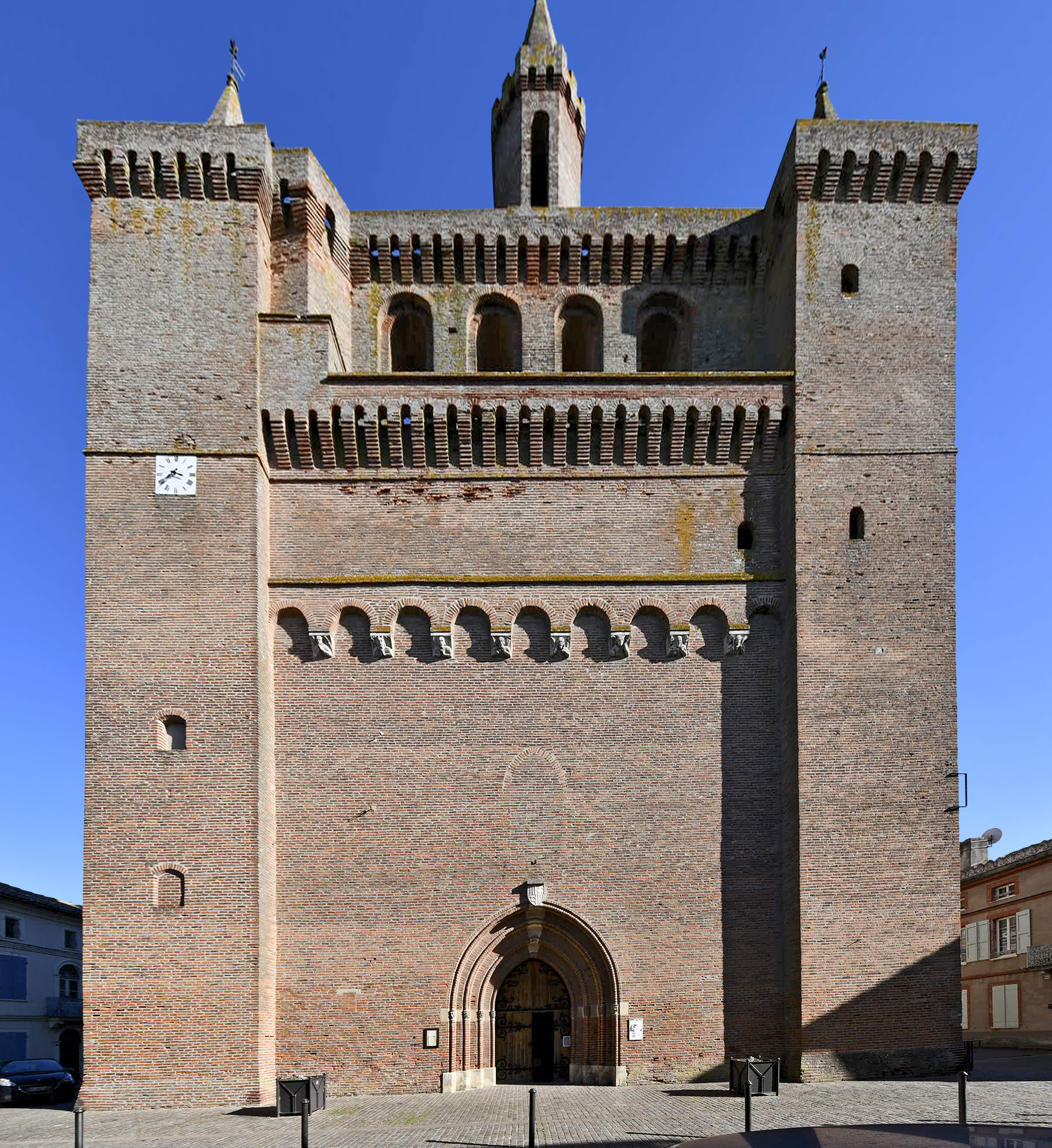
Biserica Notre-Dame
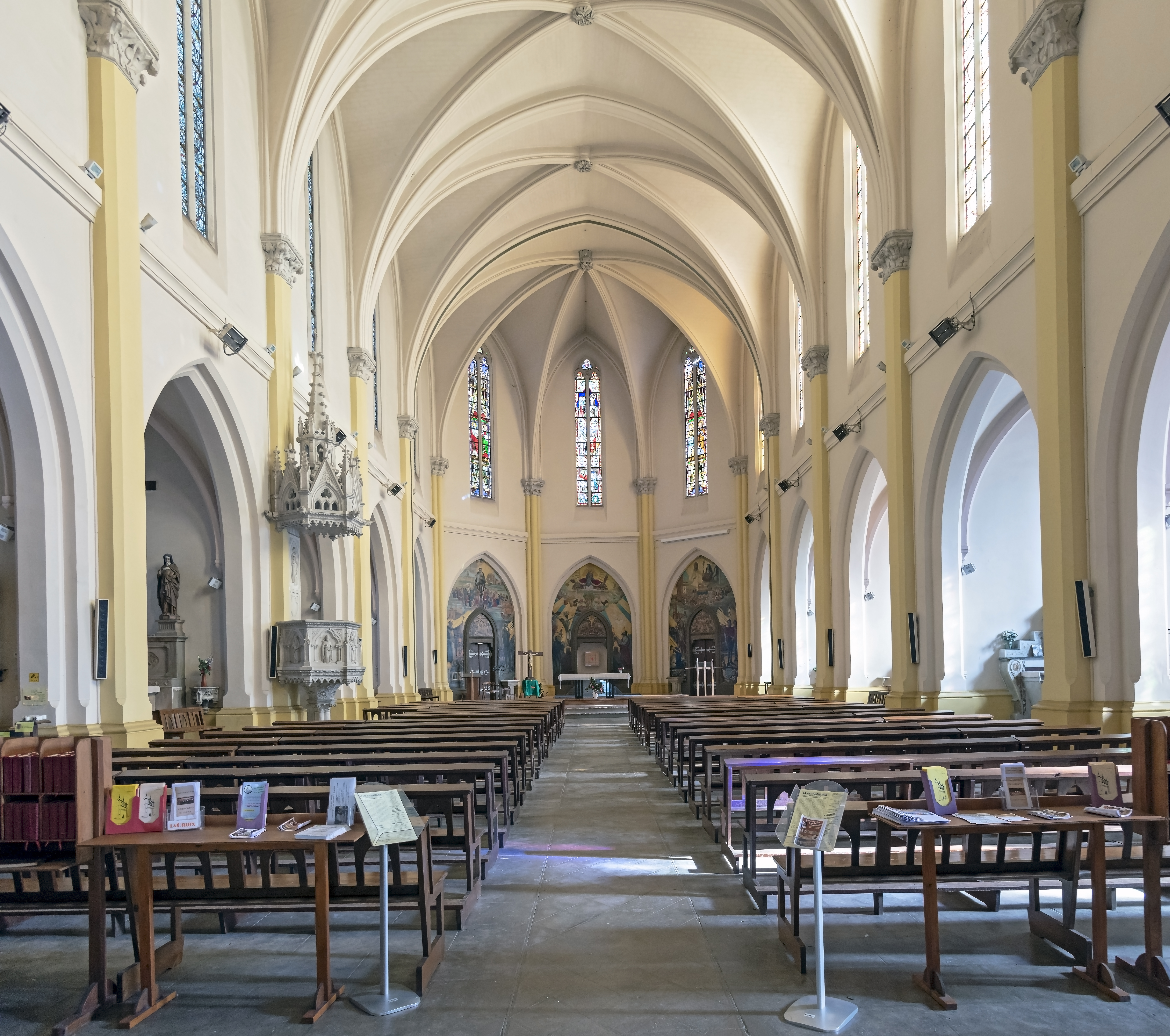
Vederea navei